# Fregaty rakietowe typu F-110
Fregaty rakietowe typu F-110 – wielozadaniowe okręty w służbie marynarki wojennej Hiszpanii. Została zaprojektowana w 2020 r., natomiast do czynnej służby ma trafić w latach 2023–2027.
Projekt stworzenia tego typu okrętów zakładał modernizację floty. 23 grudnia 2011 roku hiszpańskie Ministerstwo Obrony rozpoczęło projekt związane z budową tej jednostki. Decyzja o rozpoczęciu prac została zatwierdzona przez hiszpańską Radę Ministrów 29 marca 2019 r., natomiast 23 kwietnia 2019 r. zamówiono pierwsze pięć jednostek, które mają zastąpić jednostki F80.  
Załoga ma składać się ze 150 oficerów i marynarzy.   